# ステファノ・ウッシ
ステファノ・ウッシ（Stefano Ussi、1822年9月3日 - 1901年7月1日）はイタリアの画家である。歴史画や「オリエンタリズム」の絵画で知られる。

## 生涯
フィレンツェで生まれた。1837年からフィレンツェの美術学校で、ピエトロ・ベンヴェヌーティやジュゼッペ・ベッツォーリ、エンリコ・ポラストリーニのもとで学び始めた。1848年に第一次イタリア独立戦争に参加するために絵の修業を中断し、5月29日のオーストリア軍とのモンタナラの戦いに参加したが、この戦いでオーストラリア軍に敗れ、1000人ほどの捕虜の一人として、オーストリア(現チェコ)のテレジーンの収容所に収容された。この経験は後のウッシの作品の題材になった。フィレンツェに戻った後、1849年にアカデミーのコンクールで優勝し、ローマに留学する資格を得た。ローマで修業した後、1859年からフィレンツェで活動を始め、歴史画の画家として知られるようになった。
1860年にフィレンツェの美術学校の教授に任命され、ウッシの教えた学生には フェデリコ・アンドレオッティ、ジョヴァンニ・ボルディーニ、ドメニコ・ブルスキ、アントニーノ・ガンドルフォらがいた。
1869年のスエズ運河の開通式典に参加して、エジプトへ旅し、1874年と1882年にはモロッコに滞在し、イタリアの「オリエンタリズム」を代表する画家になった。

## 作品

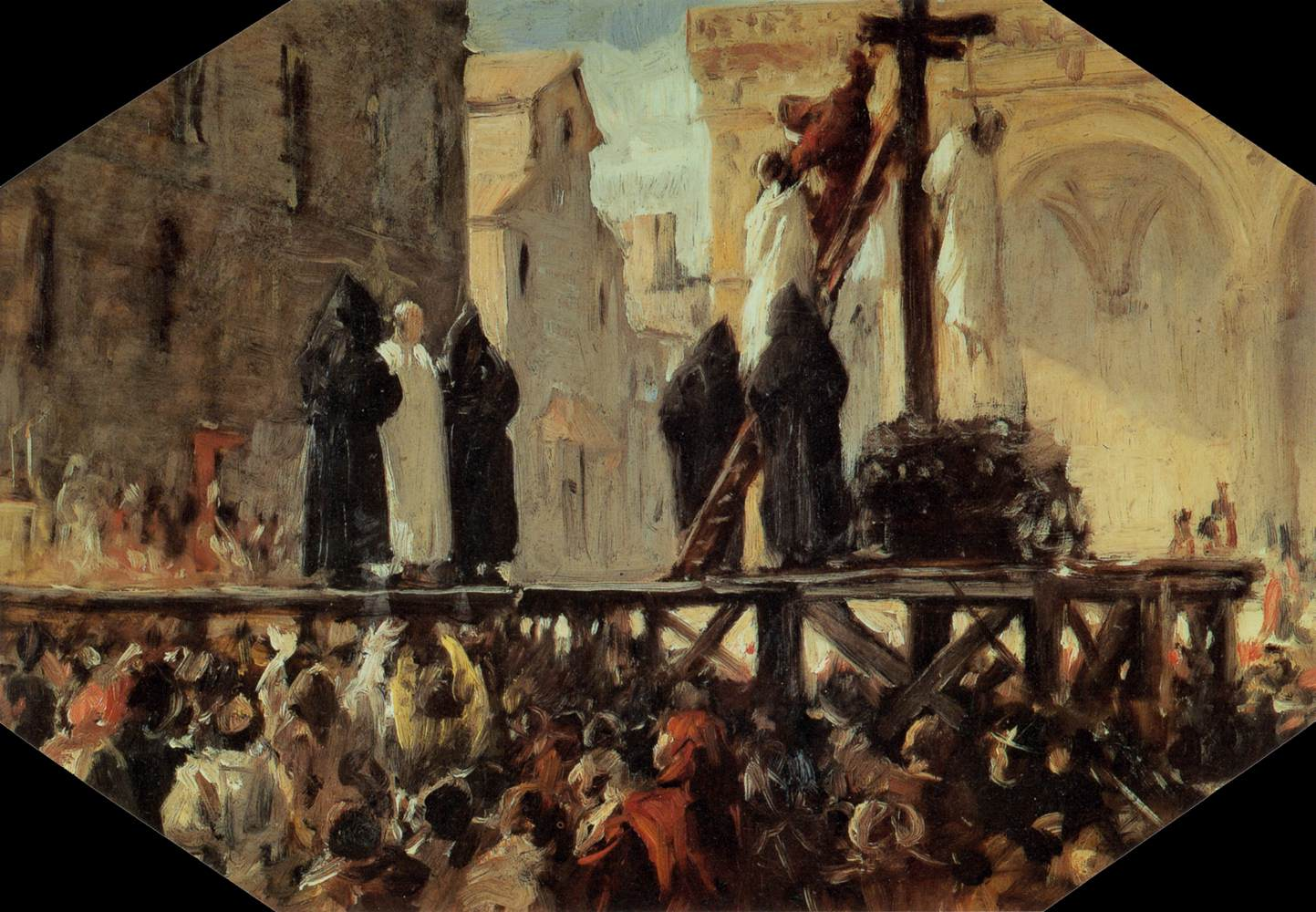
サヴォナローラの処刑
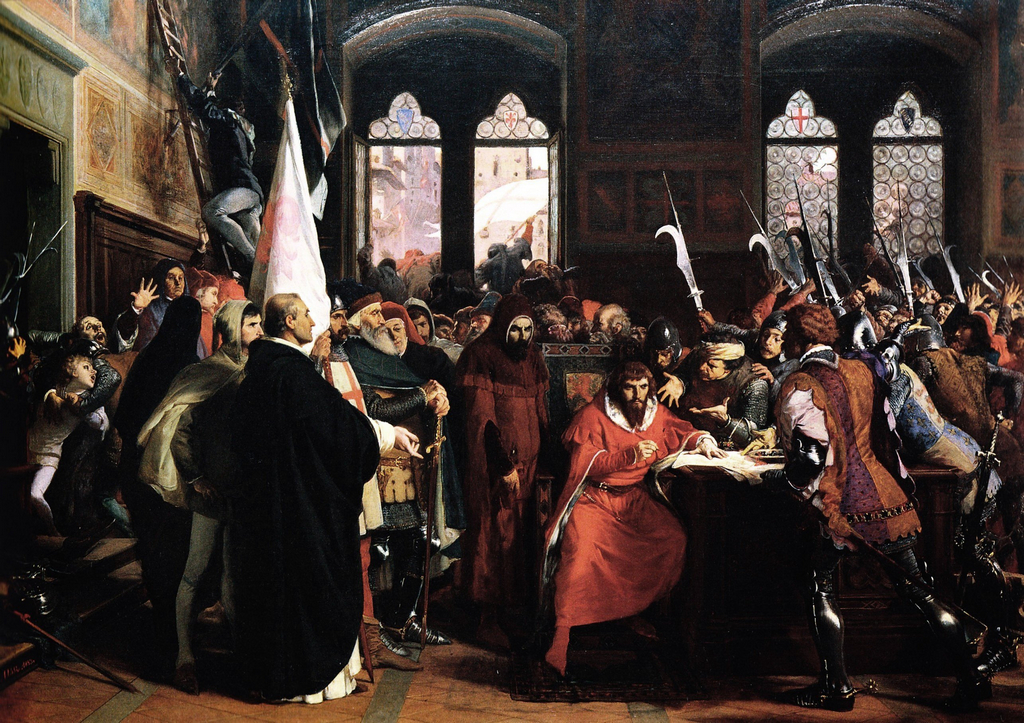
アテネ公爵の追放
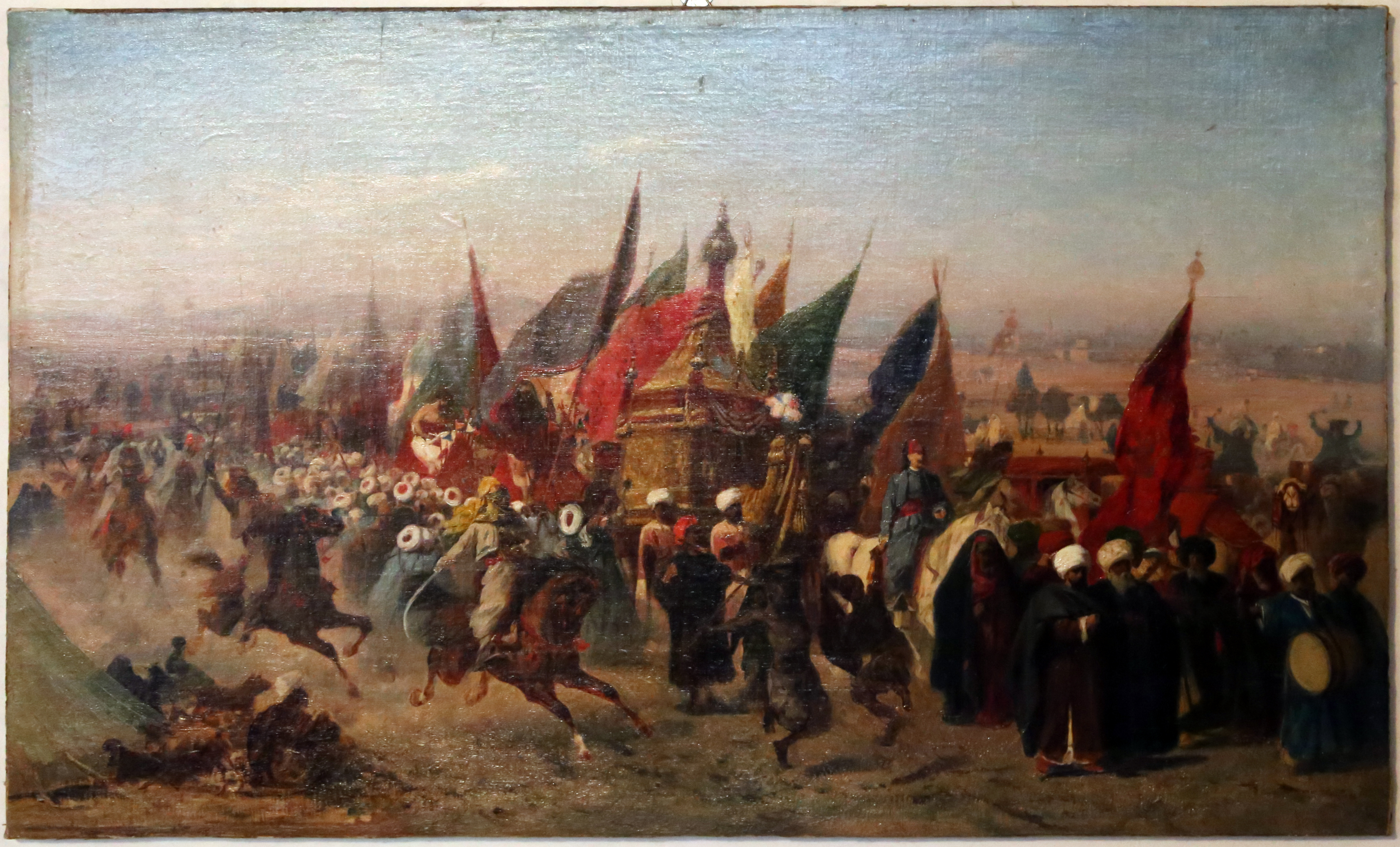
モロッコの旅の記録

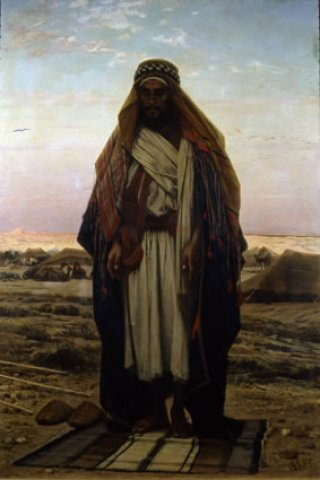
砂漠での祈り(1876)
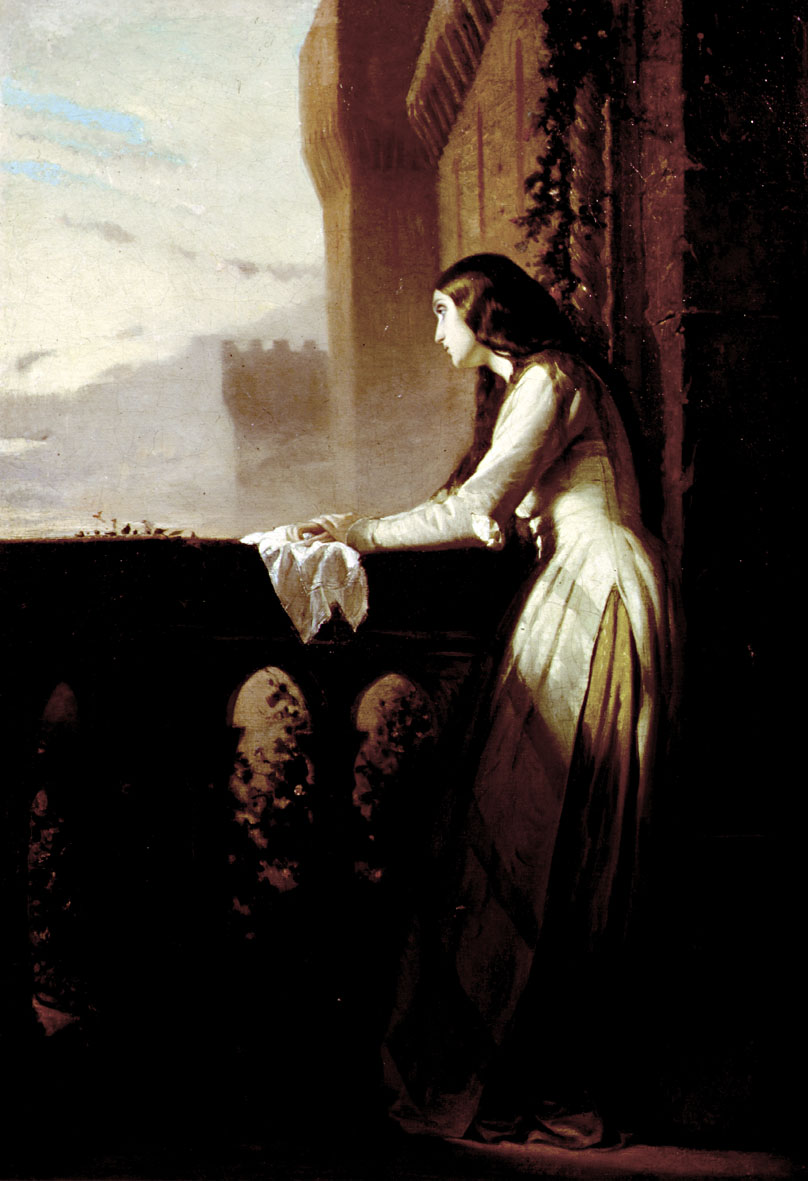
Pia de' Tolomei
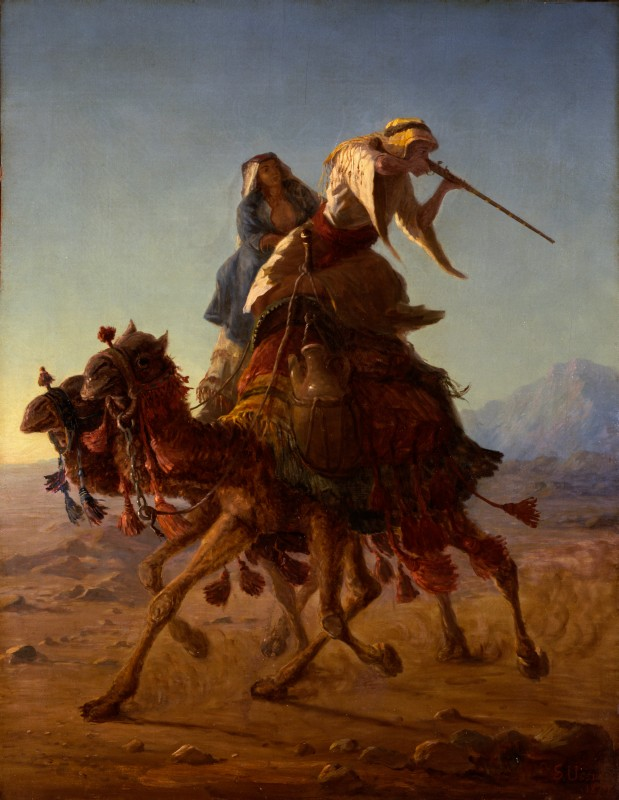
ラクダに乗ったベドウィン
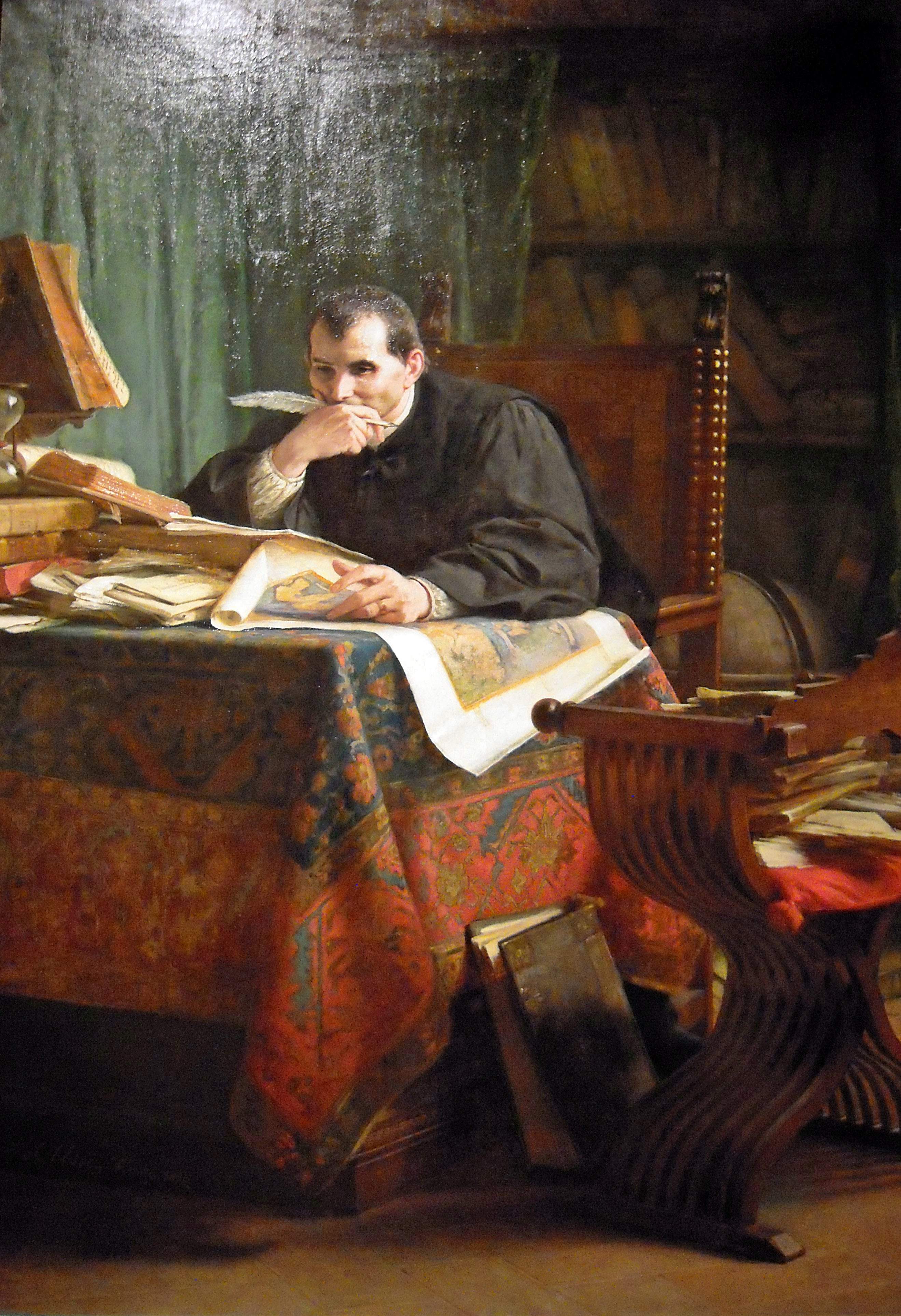
ニッコロ・マキャヴェッリ